# Bruntsfield
 (février 2019).
Si vous disposez d'ouvrages ou d'articles de référence ou si vous connaissez des sites web de qualité traitant du thème abordé ici, merci de compléter l'article en donnant les références utiles à sa vérifiabilité et en les liant à la section « Notes et références ».
Bruntsfield est un quartier d'Édimbourg, en Écosse, à environ deux kilomètres au sud-ouest du centre ville. 
Il abrite le parc et le terrain de golf de Bruntsfield Links.

## Vues

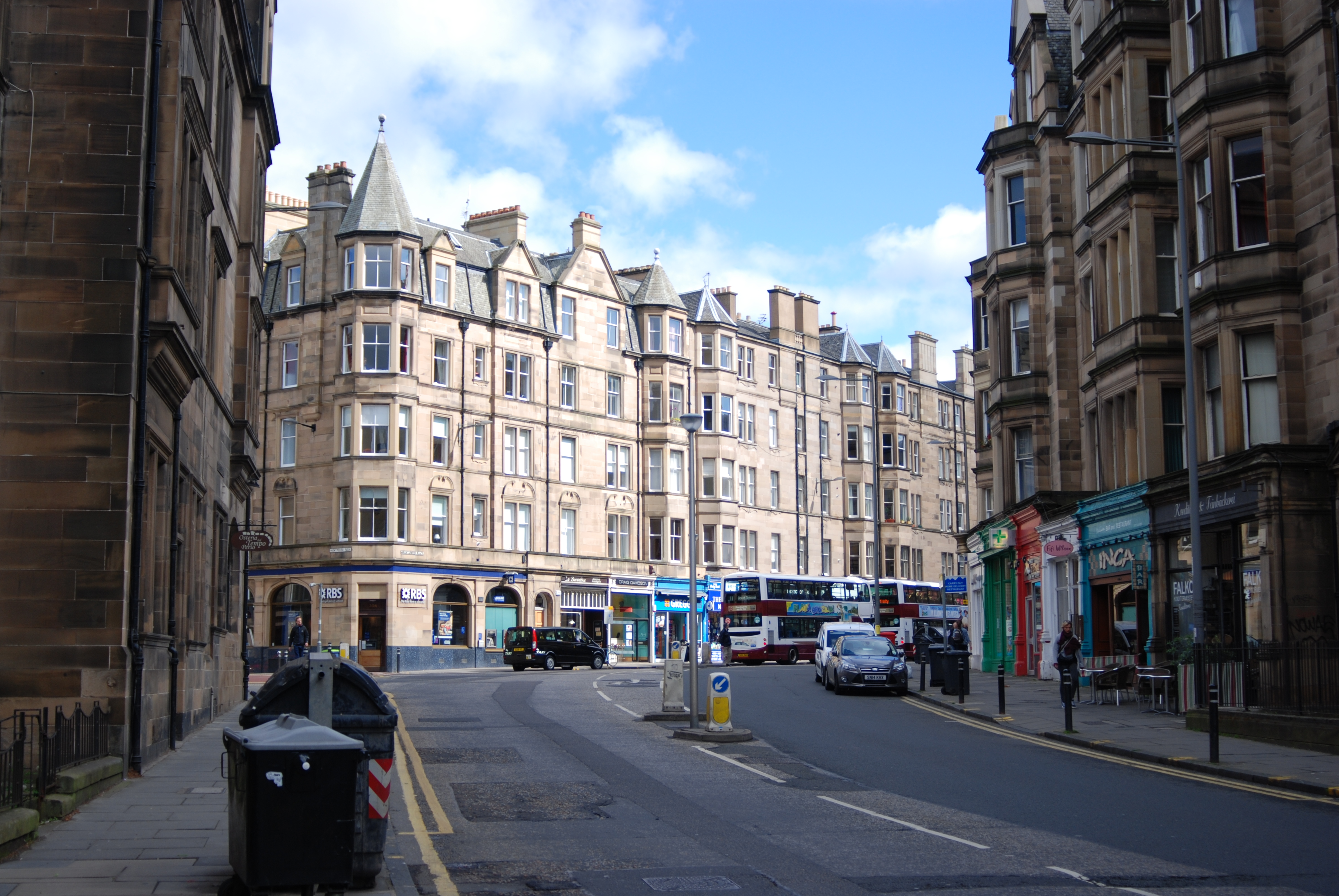
Bruntsfield Place
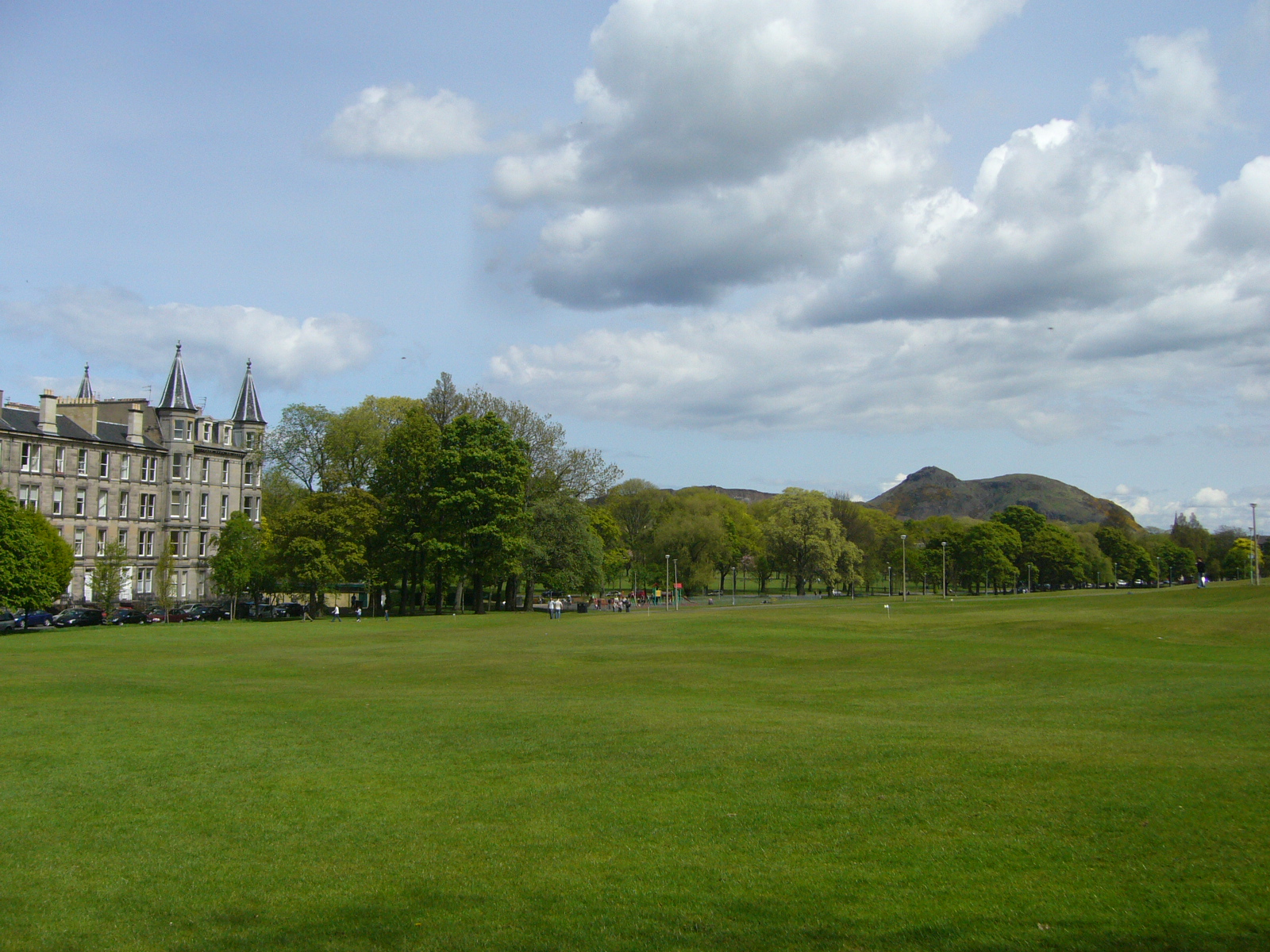
Bruntsfield Links
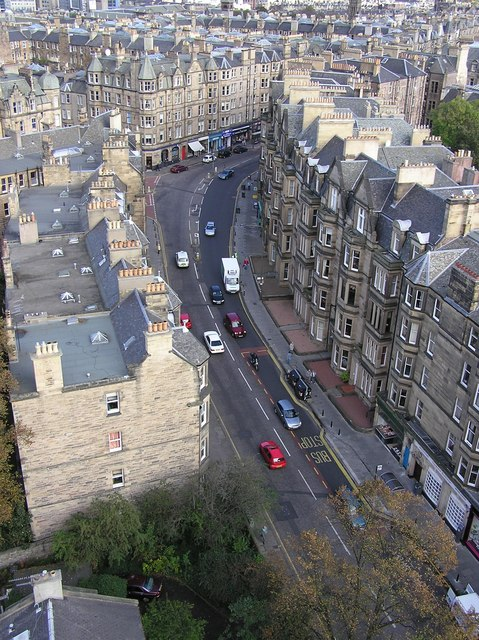
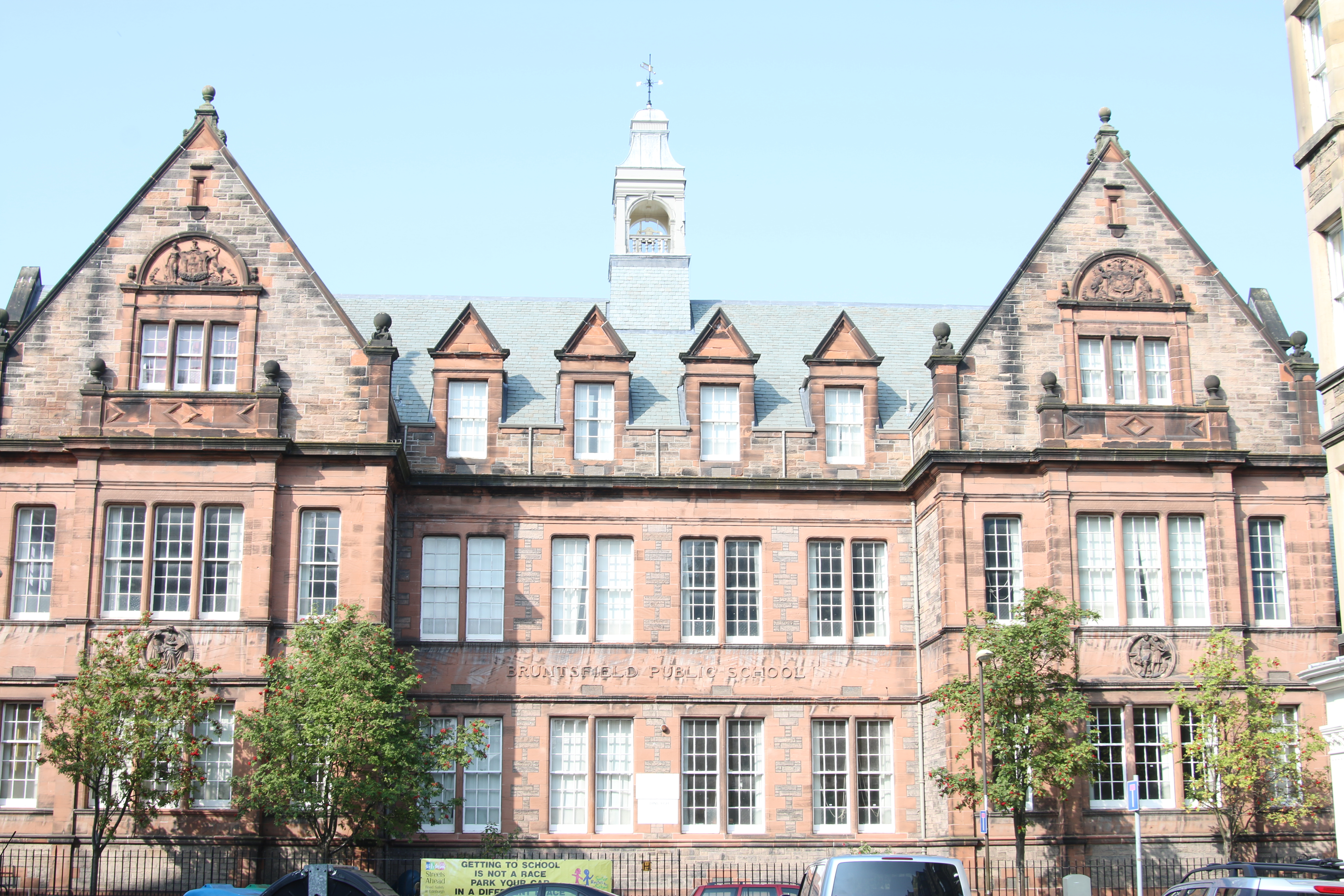
Bruntsfield Primary
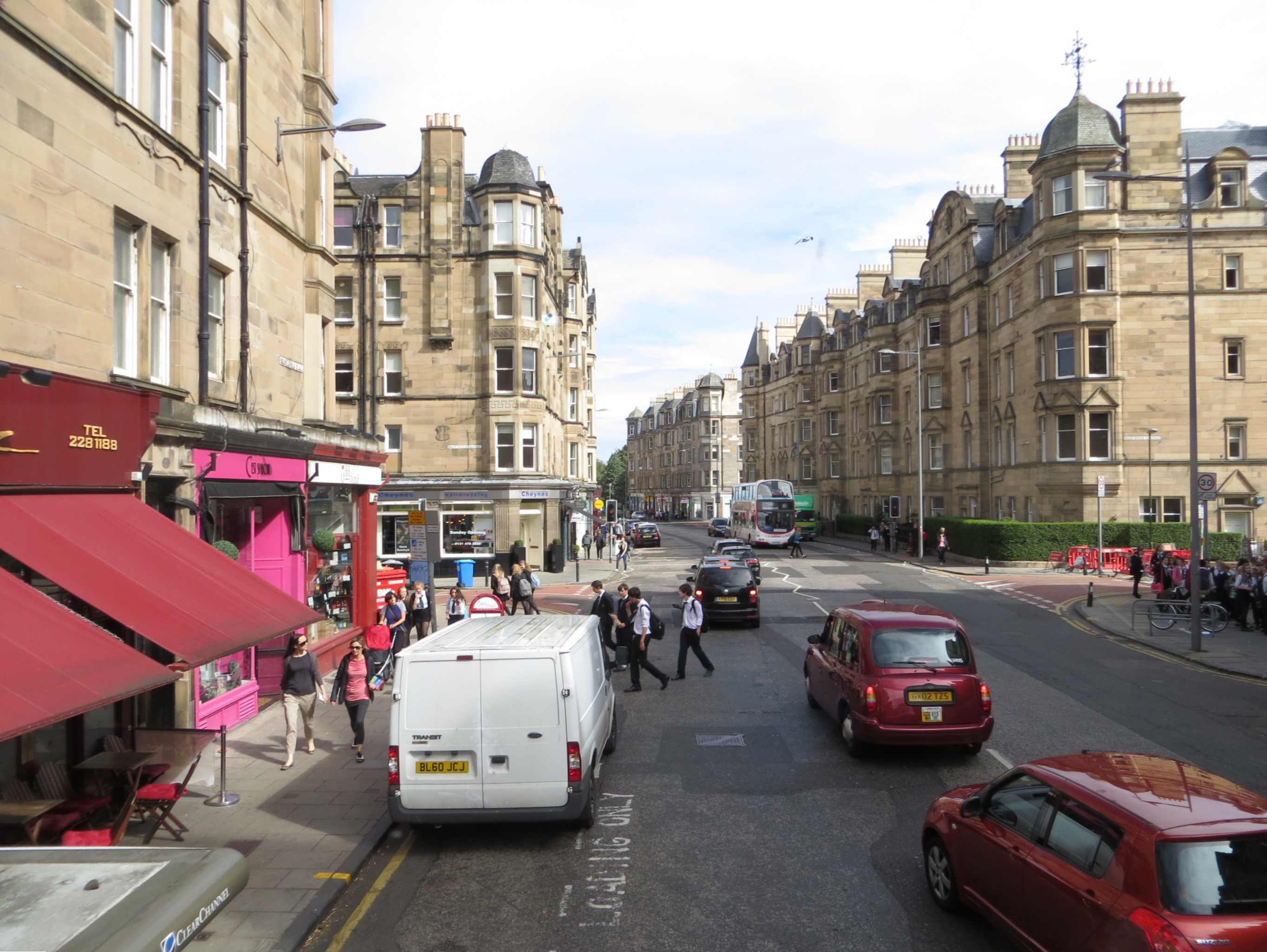
Bruntsfield Place